# Nasaleden
Nasaleden är en vandrings- och snöskoterled i Norrbottens län som sträcker sig från kusten vid Piteå och upp till Nasafjället.

## Sträckning
Leden passerar många samhällen och byar. Några av dessa är Långträsk, Arvidsjaur och Arjeplog. Nasaleden går delvis efter den gamla färdväg som anlades för transporterna till och från Nasafjälls silververk, “Kristina-vägen”, namngiven efter drottning Kristina. Hela ledsträckan är cirka 40 mil lång.

## Historia
Historiskt sett började bygget av “Kristina-vägen” redan 1635, efter att malmfyndigheten på Nasafjäll upptäcktes 1634. I modern tid började skoterklubbarna efter den gamla “Kristina-vägen” jobbet med att skapa en skoterled från kust till fjäll. Den invigdes den 20 mars 1993 och kom då officiellt att få namnet Nasaleden.